# لويس مانويل براغا دياز
لويس مانويل براغا دياز (3 يناير 1987 في البرتغال - ) هو لاعب كرة قدم برتغالي في مركز الدفاع. لعب مع نادي أروكا ونادي بينفايل ونادي سانتا كلارا.

## وصلات خارجية
- لويس مانويل براغا دياز على موقع قاعدة بيانات كرة القدم.إي يو (الإنجليزية)
- لويس مانويل براغا دياز على موقع Soccerway.com (الإنجليزية)
- لويس مانويل براغا دياز على موقع AS.com (الإسبانية)